# Tha Last Meal
| Críticas profissionais | Críticas profissionais |
| Avaliações da crítica  | Avaliações da crítica  |
| Fonte                  | Avaliação              |
| ---------------------- | ---------------------- |
| Allmusic               | link                   |
| Entertainment Weekly   | (B+) link              |
| *HipHopDX.com          | link                   |
| RapReviews.com         | link                   |
| Rolling Stone          | link                   |

Tha Last Meal é o quinto álbum de estúdio do rapper Snoop Dogg, lançado a  19 de dezembro de 2000. foi o seu terceiro e último álbum lançado na No Limit Records e seu primeiro álbum em seu próprio selo Doggystyle Records.
O disco vendeu mais de 397 mil cópias na primeira semana de venda, e já vendeu mais de dois milhões de cópias até à data de acordo com a SoundScan.

## Informações do álbum
O álbum vazou na internet no dia 1 de dezembro de 2000 por Suge Knight, que disponibilizou todas as faixas para download em MP3 no site oficial da ex-empresa de Snoop Dogg a Death Row Records.
O single "Snoop Dogg (What's My Name Pt. 2)" como foi indicado como o "Videoclipe do Ano" na cerimonia da Hip-Hop Music Awards 2001, cerimonia a qual o álbum ganhou o premio de "Álbum do Ano"
O single "Wrong Idea" também foi incluída no segundo álbum do Bad Azz, participa da faixa juntamente com Snoop. Tha Last Meal foi o último álbum de Snoop na No Limit Records.

## Recepção
A revista Rolling Stone deu ao álbum 3,5 estrelas de 5 considerando o melhor álbum do rapper' desde Doggystyle de 1993.
A revista Spin deu 6 estrelas de 10, fazendo criticas mistas sobre a obra, produzida por Dr. Dre e Timbaland.
Já a revista Vibe deu ao álbum 3,5 estrelas de 5, analisando o como "profundamente mergulhados na P-funkology. atualmente as canções de Snoop são simplesmente divertido de se ouvir, nada inovador, apenas bom sólida Snoop-rap".

## Faixas
| N.º | Título                              | Duração |  |
| 1.  | "Intro"                             | 4:11    |  |
| 2.  | "Hennesey N Buddah"                 | 4:11    |  |
| 3.  | "Snoop Dogg (What's My Name Pt. 2)" | 4:03    |  |
| 4.  | "True Lies"                         | 4:00    |  |
| 5.  | "Wrong Idea"                        | 4:14    |  |
| 6.  | "Go Away"                           | 4:52    |  |
| 7.  | "Set It Off"                        | 4:37    |  |
| 8.  | "Stacey Adams"                      | 4:35    |  |
| 9.  | "Lay Low"                           | 3:45    |  |
| 10. | "Bring It On"                       | 4:17    |  |
| 11. | "Game Court"                        | 2:10    |  |
| 12. | "Issues"                            | 2:35    |  |
| 13. | "Brake Fluid"                       | 5:56    |  |
| 14. | "Ready 2 Ryde"                      | 4:21    |  |
| 15. | "Loosen' Control"                   | 4:09    |  |
| 16. | "I Can't Swim"                      | 4:17    |  |
| 17. | "Leave Me Alone"                    | 4:12    |  |
| 18. | "Back Up Off Me"                    | 5:15    |  |
| 19. | "Y'all Gone Miss Me"                | 4:15    |  |

## Desempenho nas paradas
| Tabelas (2000-2001)                     | Melhor posilão |
| --------------------------------------- | -------------- |
| Alemanha (Offizielle Deutsche Charts)   | 46             |
| Austrália (ARIA)                        | 38             |
| Bélgica (Ultratop Flandres)             | 47             |
| Canadá (Billboard)                      | 15             |
| Estados Unidos (Billboard 200)          | 4              |
| Estados Unidos (Top R&B/Hip Hop Albums) | 1              |
| França (SNEP)                           | 13             |
| Nova Zelândia (RMNZ)                    | 19             |
| Países Baixos (Dutch Charts)            | 32             |
| Reino Unido (UK Albums Chart)           | 62             |
| Suécia (Sverigetopplistan)              | 53             |
| Suíça (Schweizer Hitparade)             | 81             |

| Paradas (1994)                          | Melhor posição |
| --------------------------------------- | -------------- |
| Estados Unidos (Billboard 200)          | 37             |
| Estados Unidos (Top R&B/Hip Hop Albums) | 7              |

| País                  | Certificação | Vendas    |
| --------------------- | ------------ | --------- |
| Canadá (Music Canada) | Platina      | 100.000   |
| Estados Unidos (RIAA) | Platina      | 1.000.000 |
| França (SNEP)         | Ouro         | 100.000   |
| Reino Unido (BPI)     | Ouro         | 100.000   |
| Vendas totais         |              |           |
| Mundo (IFPI)          |              | 2,000,000 |